# Saints Row
Saints Row ist eine Open-World-Actionspielreihe. Die ersten drei Teile wurden vom Spieleentwickler Volition entwickelt und von THQ veröffentlicht. Seit Saints Row IV ist Deep Silver der Publisher. Namensgebend sind die Third Street Saints, eine meist nur als die Saints (engl. für: die Heiligen) bezeichnete Verbrecherorganisation, deren Anführer man jeweils spielt. Die Spiele ähneln der Computerspielreihe Grand Theft Auto, nehmen sich jedoch durch ihren unrealistischen und überzeichneten Stil nicht ernst.
THQ plante zudem einen Ableger der Serie für den Nintendo 3DS sowie Xbox Live Arcade, der jedoch eingestellt wurde. Nach der Zerschlagung des Konzerns THQ nach Insolvenz wurden die Rechte an der Marke an den deutschen Publisher Koch Media verkauft. Saints Row IV erschien am 23. August 2013 und wurde von Deep Silver veröffentlicht.
Nachdem Deep Silver von THQ Nordic übernommen worden war, gab die THQ Nordic AB im August 2018 in ihrem Geschäftsbericht bekannt, dass das Entwicklerstudio Volition an Saints Row 5 arbeite. Das Spiel wurde 2022 unter dem Titel Saints Row veröffentlicht.

## Spiele

### Saints Row
Saints Row erschien im August 2006 für die Xbox 360. Das Spielprinzip ähnelt stark der Grand-Theft-Auto-Reihe, wobei von der Presse Grand Theft Auto: San Andreas als Vorbild angegeben wurde. Das Spiel wurde mindestens eine Million Mal verkauft. In Deutschland ist das Spiel nur in einer geschnittenen Fassung erschienen. Unter anderem wurden mehrere Missionen entfernt und der Gewaltgrad reduziert. Die internationale Version wurde von der Bundesprüfstelle für jugendgefährdende Medien indiziert.
Der Titel spielt in der Großstadt Stilwater. Der Spieler schlüpft in die Rolle eines von ihm selbst kreierten Charakters, der in der Anfangsszene vom Anführer der Third Street Saints gerettet wird. Dieser erklärt ihm, dass die Stadt von drei weiteren Gangs umkämpft ist: den Los Carnales, den Vice Kings und den Westside Rollerz. Der Spieler schließt sich schließlich den Saints an und hat nun selbst zu entscheiden, welche der anderen drei rivalisierenden Gangs er nun zuerst aus Stilwater vertreiben will.

### Saints Row 2
Die Fortsetzung Saints Row 2 ist am 17. Oktober 2008 weltweit im Handel erschienen, ausgeschlossen davon war Deutschland. In Deutschland erschien das Spiel in einer stark zensierten Fassung am 28. November 2008 für PlayStation 3 und Xbox 360. Nachfolgend erschien die PC-Version am 23. Januar 2009.
Wie schon im ersten Teil der Reihe geht es primär darum, rivalisierende Gangs auszuschalten, um die Kontrolle über einzelne Stadtteile sowie nach und nach über die gesamte Stadt zu erlangen. Die drei Gangs sind in diesem Teil Die Bruderschaft, die Söhne des Samedi und die Ronin. Die drei Gangs haben verschiedene Stile.

### Saints Row: The Third
Der dritte Teil der Serie (Saints Row: The Third) erschien am 15. November 2011 in Nordamerika und am 18. November in Europa. Die deutsche Version ist geschnitten. Die Handlung ist im Jahr 2011 angesiedelt und handelt vom erneuten Aufstieg der Saints in einer neuen Stadt. Es gibt viele Haupt- und Nebenmissionen sowie zusätzliche Aufträge.
In Saints Row: The Third gibt es mehrere Gastauftritte Prominenter, darunter Hulk Hogan als Stimme für Profiwrestler Angel De LaMuerte und Burt Reynolds als er selbst.
In Saints Row 3 gibt es eine große Auswahl an vom Spieler steuerbaren Fahrzeugen: Es gibt „normale“ Straßenautos, Militärfahrzeuge, STAG-Militärfahrzeuge sowie Boote, Hubschrauber sowie Flugzeuge. Einen Großteil der Fahrzeuge kann man verbessern bzw. anpassen. Der Spieler kann einzelne Bauteile sowie die Leistung verändern.

### Saints Row IV
Auf Bestreben des THQ-Präsidenten Jason Rubin wandelte Volition Mitte 2012 die bereits weit fortgeschrittenen Arbeiten an der alleinstehenden Erweiterung Enter the Dominatrix zu Saints Row: The Third in eine vollwertige Fortsetzung um. Mit der Insolvenz und Zerschlagung von THQ gingen das Entwicklerstudio und die Markenrechte an Deep Silver über, die die Entwicklung fortführen ließen. Saints Row 4 setzt die Handlung des dritten Teils fort. Darin wird der Spielercharakter zum Landespräsidenten gewählt und muss die Nation vor einer Alieninvasion beschützen. Saints Row 4 erschien am 23. August 2013 für Windows, PlayStation 3 und Xbox 360, am 21. Dezember 2015 für Linux.

#### Saints Row: Gat Out of Hell
Im Zuge der Penny Arcade Expo wurde die Standalone-Erweiterung von Saints Row: Gat Out of Hell angekündigt. Das Spiel erschien in Europa am 23. Januar 2015 für Xbox One, Xbox 360, PlayStation 4, PlayStation 3 sowie für Windows., am 21. Dezember 2015 für Linux.
Nachdem in Saints Row 4 das Weltall unsicher gemacht wurde, wird nun die Hölle auf den Kopf gestellt. Spieler schlüpfen in die Rollen von Johnny Gat oder Kinzie Kensington und begeben sich in die Welt des Teufels, um den Anführer der Saints zu retten. Historische Berühmtheiten, alte Freunde, noch ältere Feinde, eine sprechende Waffe, eine Musical-Nummer in voller Länge und noch mehr Blödsinn sollen die Spieler erwarten.

#### Saints Row 4: Re-Elected
Auch Saints Row 4: Re-Elected wurde im Zuge der Penny Arcade Expo angekündigt, welches eine Neuauflage für die aktuellen Konsolen sein soll.

### Saints Row
Im August 2022 erschien mit dem Reboot Saints Row der fünfte Teil der Reihe für PC und Konsolen.